# Ваздушно ратовање у Другом светском рату
Ваздушно ратовање је било главна компонента на свим ратиштима Другог светског рата и, заједно са противваздушним ратом, трошило је велики део индустријске производње великих сила. Немачка и Јапан су се ослањали на ваздухопловне снаге које су биле уско интегрисане са копненим и поморским снагама; силе Осовине су умањивале предност флота стратешких бомбардера и касно су схватиле потребу за одбраном од савезничког стратешког бомбардовања. Насупрот томе, Велика Британија и Сједињене Државе су усвојиле приступ који је у великој мери наглашавао стратешко бомбардовање и (у мањој мери) тактичку контролу бојишта из ваздуха, као и адекватну противваздушну одбрану. И Велика Британија и САД су изградиле знатно веће стратешке снаге великих бомбардера дугог домета. Истовремено, градили су тактичке ваздухопловне снаге које су могле да освоје ваздушну надмоћ над бојним пољима, пружајући тако виталну помоћ копненим трупама. Америчка морнарица и Краљевска морнарица су такође изградиле моћну поморско-ваздухопловну компоненту засновану на носачима авиона, као и Царска јапанска морнарица ; они су играли централну улогу у рату на мору.

## Предратно планирање
Пре 1939. године, једна страна (Јапан) је деловала углавном по теоријским моделима ваздушног ратовања . Италијански теоретичар Ђулио Дуе je 1920-их сумирао веру коју су пилоти током и после Првог светског рата развили у ефикасност стратешког бомбардовања . Многи су рекли да само то може да добије ратове,  јер ће „бомбардер увек проћи “. Американци су били уверени да бомбардер Боинг B-17 Летећа тврђава може да досегне циљеве, заштићене сопственим оружјем, и да бомбардује, користећи Норденов нишан, са прецизношћу „како би требало да буде“. Јапански пионири авијације сматрали су да су развили најбоље морнаричке пилоте на свету.

## Ваздухопловне снаге

### Немачка: Луфтвафе
Луфтвафе је био огранак Вермахта за ваздушно ратовање . Под вођством Хермана Геринга, била је у могућности да учи и тестира нове борбене технике у Шпанском грађанском рату . Рат је такође довео до већег нагласка на противваздушном оружју и борбеним авионима због њихове способности да се бране од непријатељских бомбардера. Његова напредна технологија и брзи раст довели су до преувеличаних страхова 1930-их, што је помогло да се Британци и Французе убеде у помирење. У рату, Луфтвафе се добро показао 1939–41, јер су његови бомбардери Штука плашили непријатељске пешадијске јединице. Али Луфтвафе је био лоше координисан са укупном немачком стратегијом и никада није достигао величину и обим потребан у тоталном рату, делимично због недостатка инфраструктуре за производњу војних авиона, како за завршене трупове авиона, тако и за погонске агрегате, у поређењу са Совјетским Савезом или Сједињеним Државама . Луфтвафе је имао недостатке у радарској технологији, осим њихових употребљивих UHF, а касније и VHF опсега, радара за пресретање у ваздуху, као што су радарски системи Лихтенштајн и Нептун за њихове ноћне ловце. Ловац Месершмит Ме 262 није ушао у употребу све до јула 1944. године, а лаки Хајнкел Не 162 појавио се тек током последњих месеци ваздушног рата у Европи. Луфтвафе није могао да се носи са све смртоноснијим британским одбрамбеним ловачким екраном након битке за Британију, нити са бржим пратећим ловцима P-51 Мустанг након 1943. године.
Када је залиха горива Луфтвафеа пресушила 1944. године због нафтне кампање у Другом светском рату, сведена је на улоге противваздушних одбрамбених јединица, а многи њени људи су послати у пешадијске јединице. До 1944. године управљала је са 39.000 противпаљских батерија са милион људи у униформама, и мушкараца и жена.
Луфтвафеу су недостајале бомбардерске снаге за стратешко бомбардовање, јер нису сматрали да је такво бомбардовање исплативо, посебно након смрти генерала Валтера Вевера, главног заговорника стратешких бомбардерских снага за Луфтвафе, 3. јуна 1936. године. Јесу покушали стратешко бомбардовање на истоку са проблематичним Хајнкел Хе 177 А. Њихов једини успех био је уништавање ваздухопловне базе у Полтави, у Украјини, током савезничке операције „Франтик“, у којој је било смештено 43 нова бомбардера Б-17 и милион тона авионског горива.
Увођење борбених авиона на турбомлазни погон, углавном са двоструким млазним ловцем Месершмит Ме 262, лаким млазним ловцем Хајнкел Хе 162 и извиђачко-бомбардером Арадо Аr 234, пионирски је започео Луфтвафе, али је период одлагања (1944–45) њиховог увођења – углавном због дугог времена развоја млазних мотора BMW 003 и Јункерс Јумо 004 – као и неуспеха у производњи употребљивих примерака њихова два дуго развијена авионска мотора веће снаге, вишередног 24-цилиндричног клипног мотора Јункерс Јумо 222 од око 2.500 коњских снага и напредни турбомлазни мотор Хајнкел ХеС 011 од скоро 2.800 фунта потиска, од којих је сваки био намењен да покрене многе напредне немачке предлоге за дизајн трупа авиона у последњим годинама рата - значило је да су представљени „премало, прекасно“, као што је то био случај са многим другим напредним немачким дизајном авиона (и заиста, многим другим немачким војним системима наоружања) током каснијих ратних година.
Иако су немачки савезници, посебно Италија и Финска, имали сопствене ваздухопловне снаге, координација са њима је била веома мала. Тек пред крај рата Немачка је поделила своје планове и технологију за авионе и алтернативна горива са својим савезником Јапаном, што је резултирало млазним ловцем Накаџима Кика и ракетним ловцем Мицубиши Шусуи, респективно заснованим на Ме 262А и Ме 163B - оба су, слично, дошла прекасно да би Јапан побољшао своје одбрамбене системе авиона или направио алтернативна горива и мазива.

### Велика Британија: Краљевско ратно ваздухопловство
Британци су имали своју веома добро развијену теорију стратешког бомбардовања и изградили су бомбардере дугог домета да би је спровели у дело.
Када је постало јасно да Немачка представља претњу, РАФ је започео велико ширење, са постављањем многих аеродрома и повећањем броја ескадрила. Од 42 ескадриле са 800 авиона 1934. године, РАФ је до 1939. године достигао 157 ескадрила и 3.700 авиона. Комбиновали су новоразвијени радар са комуникационим центрима како би управљали својом ловачком одбраном. Њихови средњи бомбардери су били способни да досегну немачки индустријски центар Рур, а већи бомбардери су били у развоју.
РАФ се брзо ширио након избијања рата против Немачке 1939. године. То је укључивало обуку половине британских и посада Комонвелта, укупно око 167.000 људи, у другим земљама Комонвелта (посебно у Канади). Био је други по величини у Европи. РАФ је такође интегрисао пољске и друге пилоте који су побегли из Хитлерове Европе. У Европи, РАФ је имао оперативну контролу над посадама авиона и ескадрилама Комонвелта, иако су оне задржале одређени степен независности (као што је формирање 6. групе RCAF- а како би се канадске ескадриле спојиле у национално препознатљиву јединицу).
РАФ је имао три главне борбене команде са седиштем у Уједињеном Краљевству: РАФ ловачку команду задужену за одбрану Уједињеног Краљевства, РАФ бомбардерску команду (формирану 1936. године) која је управљала бомбардерима који су били намењени офанзиви против непријатеља, и РАФ обалску команду која је требало да штити савезничке бродове и напада непријатељске бродове. Флотско ваздухопловство Краљевске морнарице користило је копнене ловце у одбрани поморских објеката и авиона са носача авиона. Касније током рата, ловачке снаге РАФ-а су подељене на две јединице : Ваздухопловну одбрану Велике Британије (ADGB) за заштиту Уједињеног Краљевства и Другу тактичку ваздухопловну армију за копнену офанзивну подршку у кампањи у северозападној Европи.
Бомбардерска команда је учествовала у два подручја напада – стратешком бомбардовању немачке ратне производње и мање познатом минирању приобалних вода код Немачке (познатом као Гарденинг) како би обуздала своје поморске операције и спречила подморнице да слободно делују против савезничких бродова. Да би нападнуо немачку индустрију ноћу, РАФ је развио навигациона помагала, тактике за преплављивање немачког система контроле одбране, тактике директно против немачких ноћних ловачких снага, технике обележавања циљева, многа електронска помагала у одбрани и нападу, као и подршку авионима за електронско ратовање. Производња тешких авиона конкурисала је ресурсима за војску и морнарицу, и била је извор неслагања око тога да ли се тај труд може профитабилније утрошити негде другде.
Све већи губици током друге половине 1943. године због реорганизованог система ноћних ловаца Луфтвафеа (тактика Вајлда Сауа) и скупи покушаји Сер Артура Хариса да уништи Берлин зими 1943/44, довели су до озбиљних сумњи у то да ли је Бомбардерска команда искоришћена у пуном потенцијалу. Почетком 1944. године, британско ратно ваздухопловство је стављено под директну контролу Ајзенхауера, где је одиграло виталну улогу у припреми пута за инвазију Оверлордса.

### Совјетски Савез: Совјетско ратно ваздухопловство
До краја рата, совјетска годишња производња авиона је нагло порасла, а врхунац совјетске производње је достигао 40.000 авиона 1944. године. Произведено је око 157.000 авиона, од којих је 126.000 било борбених типова за Војно-Ваздушне Силе (Военно Воздушные Силы, дословно „Војне ваздушне снаге“) или ВВС, док су остали били транспортни, тренажни и други помоћни авиони. Кључни значај улоге копнених напада у одбрани Совјетског Савеза од операције Барбароса сила Осовине па све до коначног пораза нацистичке Немачке битком за Берлин довео је до тога да је совјетска војна авијацијска индустрија током рата произвела више примерака Иљушина Ил-2 Штурмовика него било ког другог дизајна војног авиона у историји авијације, са нешто више од 36.000 произведених примерака.
Током рата, Совјети су употребили 7500 бомбардера који су бацили 30 милиона бомби на немачке циљеве, са густином која је понекад достизала 100–150 тона/кв. километру.

### Сједињене Америчке Државе: Војно ваздухопловство
Пре напада на Перл Харбор и током периода у којем је претходник , Амерички војни ваздухопловни корпус, постао Армијско ратно ваздухопловство крајем јуна 1941. године, председник Френклин Д. Рузвелт је дао команду над морнарицом пилоту, адмиралу Ернесту Кингу, са мандатом за рат усмерен ка авијацији у Пацифику. Рузвелт је дозволио Кингу да изгради копнену морнаричку и маринску авијацију и да преузме контролу над бомбардерима дугог домета који се користе у противподморничким патролама у Атлантику. Рузвелт се у основи сложио са Робертом А. Ловетом, цивилним помоћником секретара за ратна питања, који је тврдио: „Иако не идем толико далеко да тврдим да ће сама ваздушна снага добити рат, тврдим да рат неће бити добијен без ње.“ 
Начелник Генералштаба војске Џорџ Ц. Маршал одбацио је позиве за потпуну независност Ваздухопловног корпуса, јер су генерали копнених снага и морнарице били жестоко против. У постигнутом компромису подразумевало се да ће након рата авијатичари добити своју независност. У међувремену, Ваздухопловни корпус је постао Ваздухопловне снаге војске (AAF) у јуну 1941. године, обједињујући сво њихово особље и јединице под једним командантом, генералом пилотом. Године 1942, војска се реорганизовала у три једнаке компоненте, од којих је једна била ААФ, која је тада имала готово потпуну слободу у погледу унутрашње администрације. Тако је ААФ успоставио сопствену медицинску службу независну од главног хирурга, сопствене јединице за ратне авио-комуникације (WAC) и сопствени логистички систем. Имала је потпуну контролу над пројектовањем и набавком авиона и пратеће електронске опреме и муниције. Њени агенти за набавку контролисали су 15% бруто националног производа земље. Заједно са морнаричком авијацијом, регрутовала је најбоље младе људе у земљи. Генерал Хенри Х. Арнолд је предводио ААФ. Као један од првих војника који је летео и најмлађи пуковник у Првом светском рату, изабрао је за најважније борбене команде људе који су били десет година млађи од својих колега у војсци, укључујући Иру Икера (рођен 1896), Џимија Дулитла (рођен 1896), Хојта Ванденберга (рођен 1899), Елвуда „Пита“ Кеседу (рођен 1904) и, најмлађег од свих, Кертиса Лемеја (рођен 1906). Иако је и сам био студент Вест Поинта, Арнолд се није аутоматски окренуо људима из Академије за највише позиције. Пошто је деловао независно од команданата на ратишту, Арнолд је могао и јесте премештао своје генерале и брзо уклањао оне који нису постигли добре резултате.
Свестан потребе за инжењерском стручношћу, Арнолд је изашао ван војске и успоставио блиске везе са врхунским инжењерима попут ракетног стручњака Теодора фон Кармена на Калтеху. Арнолд је добио места у Здруженом комитету начелника штабова САД и Удруженом комитету начелника штабова САД и Велике Британије. Арнолд је, међутим, званично био заменик начелника штаба [војске], тако да се у одборима потчињавао свом шефу, генералу Маршалу. Тако је Маршал доносио све основне стратешке одлуке, које је разрадила његова „Одељење за ратне планове“ (WPD, касније преименовано у Оперативно одељење). Вође одељења WPD-а били су пешадијци или инжењери, са шачицом пилота на симболичним позицијама.
ААФ је имао новостворено одељење за планирање, чије је савете WPD углавном игнорисао. Ваздухопловци су такође били недовољно заступљени у одељењима за планирање Здруженог начелника штабова и Комбината начелника штабова. Авиатори су углавном били искључени из процеса доношења одлука и планирања јер им је недостајао старешинство у систему који је био веома свестан чинова. Замрзавање је појачало захтеве за независношћу и подстакло дух „доказивања“ супериорности доктрине ваздушне моћи. Због младог, прагматичног руководства на врху и универзалног гламура који се даје авијатичарима, морал у ААФ-у је био знатно виши него било где другде (осим можда у морнаричкој авијацији).
ААФ је пружао опсежну техничку обуку, унапређивао официре и брже се пријављивао, обезбеђивао удобне касарне и добру храну, и био је безбедан, са програмом обуке пилота који је спонзорисала америчка влада још од 1938. године, који је функционисао у складу са сличним програмом Британског комонвелта у Северној Америци, када је то било потребно. Једини опасни послови били су добровољни као посада ловаца и бомбардера — или принудни у базама у џунгли у југозападном Пацифику. Маршал, пешадинац незаинтересован за авијацију пре 1939. године, делимично је прешао на ваздухопловство и дозволио је авијатичарима већу аутономију. Одобрио је огромна улагања у авионе и инсистирао да америчке снаге морају имати ваздушну надмоћ пре него што предузму офанзиву. Међутим, он је више пута одбацио Арнолдове пресуде слагањем са Рузвелтовим захтевима 1941–42. да пошаље половину нових лаких бомбардера и ловаца Британцима и Совјетима, чиме је одложио јачање америчке ваздушне моћи.
Главне команде војске биле су поверене пешадинцима Дагласу Макартуру и Двајту Д. Ајзенхауеру. Ниједан од њих није обраћао много пажње на авијацију пре рата. Међутим, заговорник ваздухопловних снага Џими Дулитл наследио је Икера на месту команданта 8. ваздухопловних снага почетком 1944. године. Дулитл је увео кључну промену у стратешкој тактици ловаца, а бомбардерски напади 8. ваздухопловне армије су се суочавали са све мањим отпором одбрамбених ловаца Луфтвафеа до краја рата.
Офанзивна контраваздушна акција, како би се очистио пут за стратешке бомбардере и на крају одлучујућу инвазију преко Ламанша, била је стратешка мисија коју су предводили ловци за пратњу у пару са тешким бомбардерима. Тактичка мисија, међутим, била је у домену ловаца-бомбардера, уз помоћ лаких и средњих бомбардера.
Амерички команданти на терену су постали ентузијасти за ваздухопловство и градили су своје стратегије око потребе за тактичком ваздушном надмоћи. Макартур је тешко поражен на Филипинима 1941–42. године, првенствено зато што су Јапанци контролисали небо. Његови авиони су били бројчано надјачани и надјачани у класи, аеродроми погођени, радар уништен, а линије снабдевања прекинуте. Његова пешадија никада није имала шансе. Макартур се заклео да никада више. Његова кампања преласка са острва на острва заснивала се на стратегији изоловања јапанских упоришта уз истовремено прескакање поред њих. Сваки скок је био одређен дометом његове 5. ваздухопловне армије, а први задатак при обезбеђивању циља био је изградња аеродрома за припрему следећег скока.
Ајзенхауеров заменик у SHAEF-у био је начелник ваздухопловства Артур Тедер, који је био командант Савезничке медитеранске ваздушне команде када је Ајзенхауер био задужен за савезничке операције у Медитерану.

## Доктрина и технологија
Савезници су стекли ваздушну надмоћ на бојном пољу на Пацифику 1943. године, а у Европи 1944. године. То је значило да ће савезничке залихе и појачања стићи до бојишта, али не и до непријатељских. То је значило да савезници могу концентрисати своје ударне снаге где год желе и надвладати непријатеља превлашћу ватрене моћи. Постојала је посебна кампања, у оквиру свеукупне стратешке офанзиве, за сузбијање непријатељске ваздушне одбране, односно, тачније, ловаца Луфтвафеа.

### Обука посаде авиона
Иако су Јапанци започели рат са врхунским тимом поморских пилота, обучених на експерименталној ваздухопловној станици Мисти Лагун, њихова пракса, можда из ратничке традиције, била је да пилоте држе у акцији док не умру. Став САД, барем када је реч о поморској авијацији, био је строга ротација између распоређивања на мору и обале, при чему је ово друго укључивало замену за обуку, личну обуку и учешће у развоју доктрине. Америчка стратешка бомбардовачка кампања против Европе је то у принципу учинила, али је релативно мало посада преживело 25 мисија једне ротације. Дана 27. децембра 1938. године, Сједињене Државе су покренуле Програм обуке цивилних пилота како би знатно повећале број наводно „цивилних“ америчких пилота, али је овај програм такође имао крајњи ефекат обезбеђивања велике снаге обучених пилота спремних за летење за будуће војне акције ако се за тим укаже потреба.
Друге земље су имале друге варијанте. У неким земљама, изгледало је да је ствар личног избора да ли ће неко остати у борби или помоћи у изградњи следеће генерације. Чак и тамо где је постојала политика коришћења вештина ван борбе, неки појединци, нпр. Гај Гибсон, инсистирали су на повратку у борбу након годину дана. Оба Гибсонова наследника у 617. ескадрили су трајно наређено да буду ван „операција“ – Леонард Чешир, након 102 операције, „Вили“ Тејт (DSO и 3 Bars) након 101 – што је одражавало напор продужених операција.
Британски план обуке за ваздухопловство Комонвелта (и повезани програми), као и обука британских посада у Северној Америци, далеко од рата, допринели су великом броју посада изван Велике Британије снагама под оперативном контролом РАФ-а. Добијене „ ескадриле Члана XV “, номинално део појединачних ваздухопловних снага Комонвелта, попуњаване су из групе мешовитих националности. Иако је Команда бомбардера РАФ-а дозвољавала појединцима да природно формирају тимове, а посаде бомбардера су углавном биле хетерогеног порекла, канадска влада је инсистирала да се посаде бомбардера организују у једну групу ради већег признања – групу бр. 6 RCAF-а .

### Логистика

#### Изградња аеродрома
Арнолд је исправно предвидео да ће САД морати да изграде предње аеродроме на негостољубивим местима. Тесно сарађујући са Инжењеријским корпусом војске, створио је авијацијске инжењеријске батаљоне који су до 1945. године бројали 118.000 људи. Писте, хангари, радарске станице, генератори електричне енергије, касарне, резервоари за бензин и депоније за муницију морали су бити изграђени у журби на малим коралним острвима, блатњавим равницама, безличним пустињама, густим џунглама или изложеним локацијама које су још увек биле под непријатељском артиљеријском ватром. Тешка грађевинска опрема морала је бити увезена, заједно са инжењерима, нацртима, челичним мрежастим простиркама за слетање, префабрикованим хангарима, авионским горивом, бомбама и муницијом, као и свим потребним залихама. Чим би један пројекат био завршен, батаљон би утоварио своју опрему и кренуо ка следећем изазову, док би штаб обележавао нови аеродром на мапама.
Инжењери су отварали потпуно нови аеродром у Северној Африци сваког другог дана током седам месеци заредом. Једном када су обилне кише дуж обале смањиле капацитет старих аеродрома, две чете ваздушно-десантних инжењера утовариле су минијатуризовану опрему у 56 транспортних авиона, прелетеле хиљаду миља до суве локације у Сахари, почеле са дејством и биле спремне за први B-17 24 сата касније. Често су инжењери морали да поправљају и користе заробљени непријатељски аеродром. Немачка поља су била добро изграђена за све временске услове.
Неке од јапанских острвских база, изграђених пре рата, имале су одличне аеродроме. Већина нових јапанских инсталација у Пацифику биле су трошне, са лошим положајем, лошом дренажом, оскудном заштитом и уским, неравним пистама. Инжењеринг је био низак приоритет за офанзивно настројене Јапанце, којима је хронично недостајала одговарајућа опрема и машта. На неколико острва, локални команданти су побољшали склоништа за авионе и општу преживљавање, јер су правилно проценили опасност од предстојећих напада или инвазија. У истом позоришном подручју, „грађевински батаљони“ Америчке морнарице, заједнички названи „Морске пчеле“ по акрониму CB усвојеном на дан њиховог формирања у марту 1942. године, изградили би преко стотину војних писта и значајан степен војне инфраструктуре за подршку која је снабдевала пацифичку кампању савезника на острва током Пацифичког рата до 1945. године, као и другде у свету током ратних година.

### Тактика
Тактичка ваздушна моћ подразумева стицање контроле над ваздушним простором изнад бојног поља, директну подршку копненим јединицама (нападима на непријатељске тенкове и артиљерију) и напад на непријатељске линије снабдевања и аеродроме. Типично, борбени авиони се користе за стицање ваздушне надмоћи, а лаки бомбардери за помоћне мисије.

#### Ваздушна надмоћ
Тактичка ваздухопловна доктрина је наводила да је примарна мисија претварање тактичке надмоћи у потпуну ваздушну надмоћ — потпуно поразити непријатељско ваздухопловство и преузети контролу над његовим ваздушним простором. То би се могло постићи директно кроз борбе и нападе на аеродроме и радарске станице или индиректно уништавањем фабрика авиона и залиха горива. Противавионска артиљерија (коју су Британци називали „ack-ack“, Немци „flak“ и „Archie“ од стране USAAS -а из Првог светског рата) такође је могла да игра улогу, али је већина пилота потцењивала њен значај. Савезници су освојили ваздушну надмоћ на Пацифику 1943. и у Европи 1944. године. То је значило да ће савезничке залихе и појачања стићи до бојишта, али не и до непријатељских. То је значило да савезници могу концентрисати своје ударне снаге где год желе и надвладати непријатеља превлашћу ватрене моћи. То је била основна савезничка стратегија и функционисала је.
Једна од најефикаснијих демонстрација ваздушне надмоћи западних савезника над Европом догодила се почетком 1944. године, када је генерал-потпуковник Џими Дулитл, који је преузео команду над 8. америчким ваздухопловним снагама у јануару 1944. године, само неколико месеци касније „ослободио“ растућу групу авиона P-51 Мустанг од њихове планиране мисије блиске пратње тешких бомбардера 8. ваздухопловне армије, након што је добио помоћ од британских авијатичара у одабиру најбољих расположивих типова авиона за тај задатак. Ескадриле Мустанга Америчког ратног ваздухопловства (USAAF) су тада добиле задатак да лете далеко испред одбрамбених формација бомбардера, за око 120–160 километара да би у суштини очистио небо, на начин значајне мисије „ловачког претраживања“ ваздушне надмоћи, од сваког одбрамбеног присуства једноседних ловачких крила Луфтвафеа „ Jagdgeschwader“ изнад Трећег рајха . Ова важна промена стратегије је случајно довела до пропасти и двомоторних тешких ловца „Zerstörer“ и њихове замене, тешко наоружаних авиона „Фоке-Вулф Fw 190A Штурмбок“ , који су коришћени као бомбардери-разарачи, сваки редом. Ова промена у тактици америчких ловаца почела је да има свој најнепосреднији ефекат губитком све већег броја пилота ловаца Jagdflieger Луфтвафеа  и мањим губицима бомбардера за Луфтвафе како је 1944. година одмицала.
Ваздушна надмоћ је зависила од тога да ли су најбржи, најманеварскији ловаци, у довољној количини, базирани на добро снабдевеним аеродромима, у домету. РАФ је показао важност брзине и маневарске способности у Бици за Британију (1940), када су његови брзи ловци Спитфајер и Хокер Харикен лако изрешетали неспретне Штуке док су се извлачили из пирнања. Трка за изградњу најбржег ловца постала је једна од централних тема Другог светског рата.
Када би се стекла потпуна ваздушна надмоћ на терену војних дејстава, други задатак је био спречавање протока непријатељских залиха и појачања у зони од пет до педесет миља иза фронта. Све што се кретало морало је бити изложено ваздушним нападима или ограничено на ноћи без месеца. (Радар није био довољно добар за ноћне тактичке операције против копнених циљева.) Велики део тактичких ваздушних снага био је усмерен на ову мисију.

#### Блиска ваздушна подршка
Трећа и најмање приоритетна мисија (са становишта ААФ-а) била је „ блиска ваздушна подршка “ или директна помоћ копненим јединицама на бојишту, која се састојала од бомбардовања циљева које су идентификовале копнене снаге и митраљирања изложене пешадије. Ваздухопловцима се није допала мисија јер је подређивала ваздушни рат копненом рату; штавише, прорези ровова, камуфлажа и противваздушни топови обично су смањували ефикасност блиске ваздушне подршке. „ Операција Кобра “ у јулу 1944. године циљала је критичну површину од једног хектара  немачке снаге која је зауставила амерички пробој из Нормандије. Генерал Омар Бредли, чије су копнене снаге биле у застоју, ослонио се на ваздушну моћ. 1.500 тешких, 380 средњих бомбардера и 550 ловаца бомбардера бацило је 4.000 тона високог експлозива. Бредли је био ужаснут када је 77 авиона избацило свој терет испред предвиђеног циља:
„Тло је подригнуло, тресло се и избацило прљавштину у небо. Десетине наших трупа су погођене, њихова тела су избачена из исечених ровова. Доугхбоис су били ошамућени и уплашени&нбсп;... Бомба је пала право на МцНаир, осим што је човек прорезао своје тело од шест стопа иза ње три звезде на његовом оковратнику.“
Немци су били запрепашћени и беспомоћни, са преврнутим тенковима, пресеченим телефонским жицама, несталим командантима и трећином њихових борбених трупа погинулим или рањеним. Одбрамбена линија је пробијена; Џ. Лотон Колинс је јурнуо са својим VII корпусом напред; Немци су се повукли у бегу; битка за Француску је добијена; ваздушна моћ је изгледала непобедива. Међутим, призор старијег колеге погинулог грешком био је узнемирујући, а након завршетка операције Кобра, генерали војске су били толико невољни да ризикују жртве од „пријатељске ватре“ да су често превиђали одличне прилике за напад које би биле могуће само уз ваздушну подршку. Пешадијци су, с друге стране, били одушевљени ефикасношћу блиске ваздушне подршке:
„Ваздушни удари на путу; гледамо са горњег прозора како П-47 урањају и излазе из облака кроз изненадно еруптирајуће низове лампица за божићно дрвце [флаке], пре него што се једна зрна преокрене и падне на земљу у најпроклетијем призору Другог светског рата, напад ронилачког бомбардера, трун који се разбистри, него што се разбистри, док не сруши камен, осуђен да се разбије у земљу, а затим, преко граница веровања, немогућег спљоштења изван кућа и дрвећа, узлазног лука од којег боле очи, и, док се трун удаљава, ВУ, земља избија пет стотина стопа горе у ковитланом црном диму. ковитлајући се стубови, дрвеће, возила и, искрено се надамо, комадићи Немаца, вичемо и ударамо једни другима у леђа.“
Неке снаге, посебно Марински корпус Сједињених Држава, наглашавале су тим ваздух-земља. Ваздухопловци су, у овом приступу, такође пешадијци који разумеју потребе и перспективу копнених снага. Било је много више заједничке обуке ваздушно-земљопоседних снага, а дата ваздухопловна јединица је могла имати дугорочни однос са датом копненом јединицом, побољшавајући њихову међусобну комуникацију.
У северозападној Европи, савезници су користили систем „такси ранга“ (или „Кеб ранга“) за подршку копненом нападу. Ловци-бомбардери, попут Хокер Тајфуна или П-47 Тандерболта, наоружани топовима, бомбама и ракетама, били би у ваздуху на висини од 10.000 метара. стопа изнад бојног поља. Када је била потребна подршка, посматрач са терена је могао брзо да је позове. Иако често превише нетачне против оклопних возила, ракете су имале психолошки ефекат на трупе и биле су ефикасне против камиона за превоз залиха који су коришћени за подршку немачким тенковима.

#### Пионирска употреба прецизно вођене муниције
И Луфтвафе и Америчко ратно ваздухопловство (USAAF) били су пионири у употреби онога што ће постати познато као прецизно вођена муниција током Другог светског рата. Луфтвафе је први употребио такво оружје са оклопно-пробојном противбродском клизном бомбом Фриц X 9. септембра 1943. године, против италијанског бојног брода Рома . III. Средњи бомбардери Дорније Do 217 из групе KG 100 постигли су два поготка, експлодирајући у њеним барутним магацинима и потопивши је. И Фриц X и неоклопљена, ракетно појачана Хеншел Hs 293 вођена клизећи бомба успешно су коришћене против савезничких бродова током савезничке инвазије на Италију, након капитулације Италије пред савезницима раније у септембру 1943. године. Оба оружја су користила радио-везу Кел-Стразбур : предајник Funkgerät FuG 203 Kehl опремљен џојстиком у авиону у летелици, са одговарајућим пријемником FuG 230 Straßburg у самом оружју за навођење.
Ваздухопловне снаге Војске Сједињених Држава су смислиле вођену бомбу Азон, преправљену као 453. килограма високоексплозивна бомба са посебним сетом радио-контролисаних вертикалних репних крила која контролишу бочну путању до циља. Мисије су изведене и у Западној Европи током лета и јесени 1944. године, и на кинеско-бурманско-индијском ратишту почетком 1945. године, са две одвојене ескадриле B-24 Либерејтора, по једном у сваком ратишту, које су имале ограничен успех са овим уређајем. Америчка морнаричко противбродско наоружање „Бет“ без мотора било је базирано на истој полутоној разорној бомби као и „Азон“, али са истом бомбом смештеном унутар много аеродинамичнијег трупа авиона, и користило је потпуно аутономни систем за навођење радарским управљањем уграђен у авион за контролу путање лета, уместо спољног извора контроле за „Азон“.

## Немачки бомбардери и ракете
Велика Британија и Сједињене Државе су произвеле велике количине четворомоторних тешких бомбардера дугог домета; Немачка, Јапан и Совјетски Савез нису. Немачки генералштаб, техничко особље и ваздухопловна индустрија донели су 1933. године одлуку да недостаје довољно радне снаге, капитала и сировина. Високи генерал Луфтвафеа, Валтер Вевер, покушао је да неки облик стратешког бомбардовања учини приоритетом за новоформирани Луфтвафе током 1935. и 1936. године, али његова прерана смрт у јуну 1936. окончала је све наде да ће бити могуће развити такву силу „тешких“ авиона дугог домета, јер је његов програм бомбардера Урал за такве четворомоторне авионе, упоредив са оним што су Сједињене Државе већ биле пионири, буквално умро са њим. Током рата, Хитлер је инсистирао на томе да бомбардери имају тактичке могућности, што је у то време значило бомбардовање из пикира, маневар који је тада био немогућ за било који тешки бомбардер. Његов авион је имао ограничен утицај на Британију из више разлога, али је међу њима била и мала носивост. Због недостатка доктрине стратешког бомбардовања, ни РЛМ ни Луфтвафе никада нису наручили одговарајуће количине тешког бомбардера од немачке ваздухопловне индустрије, имајући само Хајнкел Хе 177 А Грајф на располагању за такве задатке, дизајн који је мучио много техничких проблема, укључујући бескрајну серију пожара мотора, са нешто мање од 1.200 икада произведених примерака. На почетку рата, Луфтвафе је имао одличну тактичку авијацију, али када се суочио са британским интегрисаним системом противваздушне одбране, средњи бомбардери који су заправо пројектовани, произведени и распоређени у борбу – укључујући брзе средње бомбардере Schnellbomber и њихове намењене теже наследнике, конкуренте у такмичењу дизајна Bomber B – нису имали број или бомбардерско оптерећење да нанесу већу штету какву су RAF и USAAF наносили немачким градовима.

### Неуспех немачког тајног оружја
Хитлер је веровао да ће ново високотехнолошко „тајно оружје“ дати Немачкој могућност стратешког бомбардовања и преокренути ток рата. Прва од 9.300 летећих бомби V-1 погодила је Лондон средином јуна 1944. године и, заједно са 1.300 ракета V-2, изазвала је 8.000 смртних случајева и 23.000 повреда међу цивилима. Иако нису озбиљно поткопали британски морал или производњу муниције, много су сметали британској влади — Немачка је сада имала сопствени неодговорен систем наоружања. Користећи близинске упаљаче, британски противваздушни артиљеријски стрелци су научили како да оборе 400 mph V-1; ништа није могло зауставити надзвучне V-2. Британска влада је, готово у паници, захтевала да више од 40% бомбардера буде усмерено на лансирне локације и постигла је своје у „ Операцији Самострел “. Напади су били узалудни, а диверзија је представљала велики успех за Хитлера.
Сваки напад на место лансирања ракета V-1 или V-2 био је један напад мање на Трећи рајх. Међутим, у целини, тајно оружје је и даље био још један случај премалости и прекасне закашњелости. Луфтвафе је водио програм V-1, који је користио млазни мотор, али је преусмерио оскудне инжењерске таленте и производне капацитете који су били хитно потребни за побољшање немачког радара, противваздушне одбране и млазних ловаца. Немачка војска је водила програм V-2. Ракете су биле технолошки тријумф и узнемириле су британско руководство чак и више него V-1. Али били су толико нетачни да су ретко могли да погоде војно значајне циљеве.

### По земљи

#### Сједињене Америчке Државе
- Futtrel, Robert Frank (1989). Ideas, Concepts, Doctrines: Basic Thinking in the United States Air Force, 1907–1960.. influential overview „online edition” (PDF). Архивирано из оригинала (PDF) 2. 9. 2007. г.
- Official Guide to the Army Air Forces. 1944.. reprinted as AAF: A Directory, Almanac and Chronicle of Achievement. 1988.

#### Велика Британија
- Fisher, David E (2005). A Summer Bright and Terrible: Winston Churchill, Lord Dowding, Radar, and the Impossible Triumph of the Battle of Britain.
- Hamlin, John F. „No 'Safe Haven': Military Aviation in the Channel Islands 1939–1945”. Air Enthusiast (83): 6—15., September/October 1999,ISSN 0143-5450
- Hough, Richard and Denis Richards (1989). The Battle of Britain.. 480 pp
- Messenger, Charles (1984). "Bomber" Harris and the Strategic Bombing Offensive, 1939–1945.. defends Harris
- Overy, Richard (2001). The Battle of Britain: The Myth and the Reality.. 192 pages
- Richards, Dennis;  . Royal Air Force, 1939–1945: The Fight at Odds – Vol. 1.. (HMSO 1953), official history; vol 3 online edition
- Terraine, John (1985). A Time for Courage: The Royal Air Force in the European War, 1939–1945.
- Verrier, Anthony (1969). The Bomber Offensive.. British
- Webster, Charles and Noble Frankland, The Strategic Air Offensive Against Germany, 1939–1945 (HMSO, 1961), 4 vol.  Important official British history
- Wood, Derek, and Derek D. Dempster. The Narrow Margin: The Battle of Britain and the Rise of Air Power 1930–40 (1975)

#### Немачка
- British Air Ministry (1969). Rise and Fall of the German Air Force.. excellent official history; reprint has introduction by H. A. Probert, who was not the author
- Fritzsche, Peter (јун 1993). „Machine Dreams: Airmindedness and the Reinvention of Germany.”. American Historical Review. 98: 685—710..  Air warfare was seen as a growing threat to Germany, and it became a means of national mobilization and redemption. Nazi Germany believed that air warfare would allow the country to rebuild itself in a racial compact. During World War II, air warfare became a means for rejuvenating authority domestically and increasing imperial influence abroad.
- Galland, Adolf (1955). The First and the Last: German Fighter Forces in World War II.
- Murray, Williamson (1985). Luftwaffe: Strategy for Defeat, 1933–1945.. standard history„online edition”. Архивирано из оригинала 2003-03-07. г. Приступљено 2009-11-25.
- Overy, Richard (1984). Goering.
- Wagner, Ray and Nowarra, Heinz (1971). German Combat Planes: A Comprehensive Survey and History of the Development of German Military Aircraft from 1914 to 1945. New York: Doubleday.
- Wilt, Alan F. (Alan F. Wilt) War from the Top: German and British Military Decision Making During World War II. 1990.
- Overy R. J (октобар 1975). „The German Pre-War Aircraft Production Plans: November 1936 – April 1939”. The English Historical Review. 90 (357): 778—797. in JSTOR

#### Јапан
- Coox, Alvin D. "The Rise and Fall of the Imperial Japanese Air Forces," in Alfred F. Hurley and Robert C. Erhart, eds. Air Power and Air Warfare. 1979.. 84–97.
- Inoguchi, Rikihei and Tadashi Nakajima, (1958). The Divine Wind: Japan's Kamikaze Force in World War II.

#### СССР
- Bhuvasorakul, Jessica Leigh (2004). Unit Cohesion Among the Three Soviet Women's Air Regiments During World War II.. „online”. Архивирано из оригинала 16. 3. 2014. г.
- Gordon, Yefim (2008). Soviet Air Power in World War 2.
- Hardesty, Von (2012). „Out of the Blue: The Forgotten Story of the Soviet Air Force in World War II.”. Historically Speaking. 13 (4): 23—25. doi:10.1353/hsp.2012.0046.
- Hardesty, Von, and V. Hardesty (1982). Red Phoenix: The Rise of Soviet Air Power, 1941–1945. Smithsonian Institution Press.
- Kipp, Jacob W (1988). „Barbarossa, Soviet covering forces and the initial period of war: Military history and AirLand battle.”. Journal of Slavic Military Studies. 1 (2): 188—212.
- Sterrett, James (2007). Soviet Air Force Theory, 1918–1945. Routledge.
- Wagner, Ray, ур. (1973). Soviet Air Force in World War II: The Official History.
- Whiting, Kenneth R. "Soviet Air Power in World War II," in Alfred F. Hurley and Robert C. Erhart, eds. Air Power and Air Warfare. 1979.. 98–127

### Ваздухопловци
- Bhuvasorakul, Jessica Leigh (2004). Unit Cohesion Among the Three Soviet Women's Air Regiments During World War II.. „online”. Архивирано из оригинала 16. 3. 2014. г.
- Byrd, Martha (1987). Chennault: Giving Wings to the Tiger.. 451the standard biography
- Ford, Daniel (1991). Flying Tigers: Claire Chennault and the American Volunteer Group.
- Caine, Philip D (1993). American Pilots in the RAF: The WWII Eagle Squadrons.
- Craven, Wesley Frank and J. L. Cate (1949). The Army Air Forces in World War II.. vol. 6: Men and Planes; vol 7. Services Around the World (including medical, engineering, WAC)  „online edition”. Архивирано из оригинала 24. 11. 2009. г.
- Davis, Benjamin O (1991). Benjamin O. Davis, Jr., American: An Autobiography.. prominent black flier
- Dunn, William R (1982). Fighter Pilot: The First American Ace of World War II.
- Francis, Charles E. (1997). The Tuskegee Airmen: The Men who Changed a Nation. Branden Books. ISBN 978-0-8283-2029-0.
- Francis, Martin (2009). The Flyer: British Culture and the Royal Air Force, 1939–1945.. culture and ideology of flying
- Freeman, Roger (1992). The American Airman in Europe.
- Freeman, Roger (1989). The British Airman.
- Hawkins, Ian, ур. (1990). B-17s Over Berlin: Personal Stories from the 95th Bomb Group (H).
- Link, Mae Mills and Hubert A. Coleman. Medical Support of the Army Air Forces in World War II (GPO, 1955)
- McGovern, James R (1985). Black Eagle: General Daniel "Chappie" James, Jr.. leading black pilot.
- Miller, Donald L (2006), Masters of the Air: America's Bomber Boys Who Fought the Air War Against Nazi Germany excerpt
- Morrison, Wilbur H (1979). Point of No Return: The Story of the 20th Air Force.
- Nanney, James S (1998). Army Air Forces Medical Services in World War II.. „online edition”. Архивирано из оригинала 9. 11. 2009. г.
- Newby, Leroy W (1983). Target Ploesti: View from a Bombsight.
- Nichol, John (2006). Tail-End Charlies: The Last Battles of the Bomber War, 1944–45.
- Osur, Alan M (1986). Blacks in the Army Air Forces during World War II : The Problem of Race Relations.. „online edition”. Архивирано из оригинала 8. 11. 2009. г.

### Команданти

#### Амерички ваздухопловни команданти
- Byrd, Martha (1987). Chennault: Giving Wings to the Tiger.. 451 pp.
- Davis, Richard G (1993). Carl A. Spaatz and the Air War in Europe.
- Frisbee, John L., ed. Makers of the United States Air Force (USAF, 1987), short biographies
- Kenney, George C (1949). General Kenney Reports: A Personal History of the Pacific War.. primary source
- Leary, William, ур. (1988), We Shall Return! MacArthur's Commanders and the Defeat of Japan, 1942–1945
- LeMay, Curtis (1965). Mission with LeMay.. autobiography, primary source
- Meilinger, Phillip S (1989). Hoyt S. Vandenberg: The Life of a General.
- Mets, David R (1988). Master of Airpower: General Carl A. Spaatz.

#### ХАП Арнолд и Стимсон
- Arnold, Henry H (1949). Global Mission.. autobiography.
- Bonnett, John (1997). „Jekyll and Hyde: Henry L. Stimson, Mentalite, and the Decision to Use the Atomic Bomb on Japan.”. War in History. 4 (2): 174—212. ISSN 0968-3445. Fulltext: Ebsco
- Coffey, Thomas (1982). Hap: General of the Air Force Henry Arnold.
- Davis, Richard G (1997). HAP: Henry H. Arnold, Military Aviator.. 38„online edition”. Архивирано из оригинала 6. 3. 2003. г.
- Huston, John W. (1979). „The Wartime Leadership of 'Hap' Arnold.”.  Ур.: Alfred F. Hurley and Robert C. Erhart. Air Power and Air Warfare. стр. 168—85.
- Huston, John W.,  American Airpower Comes of Age: Gen Henry H. Arnold's World War II Diaries, (2002), primary source;„vol. 1 online”. Архивирано из оригинала 2003-03-06. г. Приступљено 2009-11-25.
- Larrabee, Eric (1987). Commander in Chief: Franklin Delano Roosevelt, His Lieutenants, and Their War.. chapters on Arnold and LeMay.
- Malloy, Sean L (2008). Atomic Tragedy: Henry L. Stimson and the Decision to Use the Bomb Against Japan. ISBN 978-0-8014-4654-2.

#### Остали ваздухопловни команданти
- Messenger, Charles (1984). "Bomber" Harris and the Strategic Bombing Offensive, 1939–1945.. defends Harris
- Overy, Richard (1984). Goering.

### Технологија: Млазњаци, Ракете, Радар, Упаљач за блиску употребу
- Baumann, Ansbert (2008). „Evakuierung des Wissens. Die Verlagerung luftkriegsrelevanter Forschungsinstitute nach Oberschwaben 1943–1945.”. Zeitschrift für württembergische Landesgeschichte. 67: 461—496.
- Baxter, James Phinney (1946). Scientists Against Time.
- Brown, Louis (1999). A Radar History of World War II: Technical and Military Imperatives.
- Constant, I. I.; Edward, W. (1980). The Origins of the Turbojet Revolution.
- Longmate, Norman (1985), Hitler's Rockets: The Story of the V-2s.
- Moye, William T (2003). Developing the Proximity Fuze, and Its Legacy.. online version
- Neufeld, Michael J (јул 1993). „Hitler, the V-2, and the Battle for Priority, 1939–1943.”. The Journal of Military History. 57: 5—38.. in JSTOR
- Neufeld, Michael J (1995). The Rocket and the Reich: Peenemünde and the Coming of the Ballistic Missile Era.
- Swords, Seán S (1986). Technical History of the Beginnings of Radar.

### Тактички авиони, оружје, тактика и борба
- Batchelor, John and Bryan Cooper (1973). Fighter: A History of Fighter Aircraft.
- Cooling, Benjamin Franklin, ур. (1990). Close Air Support.. GPO
- Craven, Wesley Frank and J. L. Cate (1949). The Army Air Forces in World War II.. vol. 6: Men and Planes „online edition”. Архивирано из оригинала 24. 11. 2009. г.
- Francillon, R. J (1970). Japanese Aircraft of the Pacific War.
- Gruen, Adam L, Preemptive defence: Allied Air Power Versus Hitler's V-Weapons, 1943–1945 „online edition”. 1999. Архивирано из оригинала 8. 3. 2019. г.
- Hallion, Richard P (1998). D Day 1944: Air Power Over the Normandy Beaches and Beyond.. „online edition”. Архивирано из оригинала 9. 11. 2009. г.
- Hallion, Richard P (1989). Strike From the Sky: The History of Battlefield Air Attack, 1911–1945.
- Hogg, I.V (1978). Anti-Aircraft: A History of Air Defence.
- Jane's Fighting Aircraft of World War II (1989)
- Lundstrom, John B (1984). The First Team: Pacific Naval Air Combat From Pearl Harbor to Midway.
- McFarland, Stephen L. and Wesley Phillips Newton. To Command the Sky: The Battle for Air Superiority over Germany, 1942–1944 (1991)
- Mikesh, Robert C (1993). Broken Wings of the Samurai: the Destruction of the Japanese Airforce.
- Mixon, Franklin G (јесен 1993). „Estimating Learning Curves in Economics: Evidence from Aerial Combat over the Third Reich.”. KYKLOS. 46: 411—19.. Germans learned faster (if they survived)
- Mortensen. Daniel R. ed.  Airpower and Ground Armies: Essays on the Evolution of Anglo-American Air Doctrine, 1940–1943, (1998)„online edition”. Архивирано из оригинала 2003-04-07. г. Приступљено 2009-11-25.
- Okumiya, Masatake and Jiro Horikoshi, with Martin Caidin (1956). Zero!.
- Schlaifer, Robert (1950). Development of Aircraft Engines.
- Sherrod, Robert (1952). History of Marine Corps Aviation in World War II.
- Spire, David N, Air Power for Patton's Army: The 19th Tactical Air Command in the Second World War „online edition”. 2002. Архивирано из оригинала 9. 11. 2009. г.
- Warnock, A. Timothy. Air Power versus U-boats: Confronting Hitler's Submarine Menace in the European theatre „online edition”. 1999. Архивирано из оригинала 9. 11. 2009. г.
- Werrell, Kenneth P, Archie, Flak, AAA, and SAM: A Short Operational History of Ground-Based Air defence (GPO 1988)„online edition”. Архивирано из оригинала 2003-03-07. г. Приступљено 2009-11-25.

### Стратешко бомбардовање

#### Атомска бомба и предаја Јапана
- Allen, Thomas B. and Norman Polmar (1995). Code-Name Downfall: The Secret Plan to Invade Japan-And Why Truman Dropped the Bomb.
- Bernstein, Barton (пролеће 1991). „Eclipsed by Hiroshima and Nagasaki: Early Thinking About Tactical Nuclear Weapons”. International Security. 149. JSTOR 2539014. doi:10.2307/2539014.–173 in JSTOR
- Bernstein, Barton F (Jan—Feb 1995). „The Atomic Bombings Reconsidered.”. Foreign Affairs. 74: 135—52. Проверите вредност парамет(а)ра за датум: |date= (помоћ)
- Feis, Herbert (1961). Japan Subdued: The Atomic Bomb and the End of the War in the Pacific.
- Gordin, Michael D. (2009). Five Days in August: How World War II Became a Nuclear War. Princeton University Press. ISBN 978-1-4008-2410-6.
- Holley, I. B.,, ур. (1992). Hiroshima After Forty Years.
- Jones, Vincent C (1985). Manhattan: The Army and the Bomb. GPO.. official construction history
- Libby, Justin (лето 1993). „The Search for a Negotiated Peace: Japanese Diplomats Attempt to Surrender Japan Prior to the Bombing of Hiroshima and Nagasaki.”. World Affairs. 156: 35—45.
- Miles, Rufus E. Jr (јесен 1985). „Hiroshima: The Strange Myth of a Half Million American Lives Saved”. International Security. 10: 121—40.
- Pape, Robert A (јесен 1993). „Why Japan Surrendered.”. International Security. 18: 154—201. in JSTOR
- Rhodes, Richard (1986). The Making of the Atomic Bomb. ISBN 0684813785.. good overview
- Rotter, Andrew J (2008), Hiroshima: The World's Bomb excerpt and text search
- Skates, John (1994). The Invasion of Japan.. excellent military history of the greatest non-battle of all time
- VanderMuelen, Jacob (јун 1993). „Planning for V-J Day by the U.S. Army Air Forces and the Atomic Bomb Controversy.”. Journal of Strategic Studies. 16: 227—39.. AAF did not expect quick surrender; bomb was military use
- Walker, J. Samuel (1990). „The Decision to Drop the Bomb: A Historiographical Update”. Diplomatic History. 14: 97—114.. Especially useful.
- Walker, J. Samuel (2004). Prompt and Utter Destruction: Truman and the Use of Atomic Bombs Against Japan.

#### Етика и цивили
- Childers, Thomas (2005). „'Facilis descensus averni est': The Allied Bombing of Germany and the Issue of German Suffering”. Central European History. 38 (1): 75—105. doi:10.1163/1569161053623624. in JSTOR
- Crane, Conrad C (1993). Bombs, Cities and Civilians: American Airpower Strategy in World War II.
- Crane, Conrad C (новембар 1987). „"Evolution of U.S. Strategic Bombing of Urban Areas”. Historian. 50: 14—39. defends AAF
- Davis, Richard G (март 1991). „Operation 'Thunderclap': The US Army Air Forces and the Bombing of Berlin.”. Journal of Strategic Studies. 14: 90—111. doi:10.1080/01402399108437441. 14:90–111.
- Garrett, Stephen A. (1993). Ethics and Airpower in World War II: The British Bombing of German Cities.
- Havens, Thomas R. H. (1978). Valley of Darkness: The Japanese People and World War Two.
- Hopkins, George F (мај 1966). „Bombing and the American Conscience During World War II”. The Historian. 28: 451—73.
- Lammers, Stephen E (пролеће 1991). „William Temple and the bombing of Germany: an Exploration in the Just War Tradition.”. The Journal of Religious Ethics. 19: 71—93. 19 (Spring 1991): 71–93. Explains how the Archbishop of Canterbury justified strategic bombing.
- Markusen, Eric, and David Kopf (1995). The Holocaust and Strategic Bombing: Genocide and Total War in the Twentieth Century.
- Overy, Richard (2014). The Bombers and the Bombed: Allied Air War Over Europe 1940–1945.. covers strategic bombing by and upon all major countries
- Schaffer, Ronald (1980). „American Military Ethics in World War II: The Bombing of German Civilians”. Journal of American History. 67 (2): 318—334. JSTOR 1890411. doi:10.2307/1890411.
- Schaffer, Ronald (1985). Wings of Judgment: American Bombing in World War II.
- Spaight, J. M (1947). Air Power and War Rights.. legal
- Speer, Alfred (1970). Inside the Third Reich.. memoir of top Nazi economic planner
- Walzer, Michael (1977). Just and Unjust Wars: A Moral Argument with Historical Illustrations.. philosophical approach

#### Стратешко бомбардовање: доктрина
- Boog, Horst, ур. (1992). The Conduct of the Air War in the Second World War.
- Clodfelter, Mark (јун 2010). „Aiming to Break Will: America's World War II Bombing of German Morale and its Ramifications”. Journal of Strategic Studies. 33 (3): 401—435. doi:10.1080/01402390903189436.
- Davis, Richard G (1989). „Bombing Strategy Shifts, 1944–45”. Air Power History. 39: 33—45.
- Griffith, Charles (1999). The quest Haywood Hansell and American strategic bombing in World War II. DIANE. ISBN 978-1-4289-9131-6.
- Hansell, Haywood S. (1980). The Air Plan that Defeated Hitler. Arno Press. ISBN 978-0-405-12178-4.
- Kennett, Lee B (1982). A History of Strategic Bombing. Scribner. ISBN 978-0-684-17781-6.
- Koch, H. W (март 1991). „The Strategic Air Offensive against Germany: the Early Phase, May–September 1940.”. The Historical Journal. 34 (1): 117—41. JSTOR 2639710. doi:10.1017/S0018246X00013959.
- Levine, Alan J (1992). The Strategic Bombing of Germany, 1940–1945. Архивирано из оригинала 16. 07. 2012. г. Приступљено 14. 06. 2025.
- MacIsaac, David (1976). Strategic Bombing in World War Two.
- McFarland, Stephen L (1987). „The Evolution of the American Strategic Fighter in Europe, 1942–44”. Journal of Strategic Studies. 10 (2): 189—208. doi:10.1080/01402398708437296.
- Messenger, Charles (1984). "Bomber" Harris and the Strategic Bombing Offensive, 1939–1945. ISBN 978-0-85368-677-4.. defends Harris
- Overy, Richard (1995). „The Means to Victory: Bombs and Bombing”.  Ур.: Overy, Richard. Why the Allies Won. стр. 101—33.
- Sherry, Michael (1987). The Rise of American Air Power: The Creation of Armageddon. Yale University Press. ISBN 978-0-300-03600-8.. important study 1930s–1960s
- Smith, Malcolm (март 1990). „The Allied Air Offensive”. Journal of Strategic Studies. 13: 67—83. doi:10.1080/01402399008437401.
- Sterrett, James (2007). Soviet Air Force Theory, 1918–1945. Routledge.
- Verrier, Anthony (1968). The Bomber Offensive.. British
- Webster, Charles and Noble Frankland, The Strategic Air Offensive Against Germany, 1939–1945 (HMSO, 1961), 4 vol.  Important official British history
- Wells, Mark K (1995). Courage and air warfare: the Allied aircrew experience in the Second World War.
- Werrell, Kenneth P (1986). „The Strategic Bombing of Germany in World War II: Costs and Accomplishments”. Journal of American History. 73 (3): 702—713. JSTOR 1902984. doi:10.2307/1902984.
- Werrell, Kenneth P (2009). Death From the Heavens: A History of Strategic Bombing. Naval Institute Press. ISBN 978-1-59114-940-8.

#### Стратешко бомбардовање: авиони и циљеви
- Beck, Earl R (1986). Under the Bombs: The German Home Front, 1942–1945.
- Berger, Carl (1970). B-29: The Superfortress.
- Bond, Horatio,, ур. (1974). Fire and the Air War.
- Boog, Horst,, ур. (2006). Germany and the Second World War: Volume VII: The Strategic Air War in Europe and the War in the West and East Asia, 1943–1944/5. Oxford UP.. 928pp official German history vol 7 ; online edition
- Charman, T. C. The German Home Front, 1939–45 (1989)
- Craven, Wesley Frank and J. L. Cate (1949). The Army Air Forces in World War II.. vol. 6: Men and Planes „online edition”. Архивирано из оригинала 24. 11. 2009. г.
- Cross, Robin (1987). The Bombers: The Illustrated Story of Offensive Strategy and Tactics in the Twentieth Century.
- Daniels, Gordon, ур. (1981). A Guide to the Reports of the United States Strategic Bombing Survey.
- Davis, Richard G (2006). Bombing the European Axis Powers: A Historical Digest of the Combined Bomber Offensive, 1939–1945.„online edition” (PDF). Архивирано из оригинала 2009-03-05. г. Приступљено 2011-10-03.
- Edoin, Hoito (1988). The Night Tokyo Burned: The Incendiary Campaign against Japan.. Japanese viewpoint
- Hansen, Randall (2009). Fire and Fury: The Allied Bombing of Germany, 1942–1945.. says AAF was more effective than RAF
- Hastings, Max (1979). Bomber Command.
- Haulman, Daniel L (1998). Hitting Home: The Air Offensive Against Japan.. „online edition”. Архивирано из оригинала 9. 11. 2009. г.
- Hecks, Karl (1990). Bombing 1939–45: The Air Offensive Against Land Targets in World War Two.
- Jablonsky, Edward (1965). Flying Fortress.
- Jane's Fighting Aircraft of World War II (1989), reprint of 1945 edition
- Johnsen, Frederick A (2000). B-17 Flying Fortress: The Symbol of Second World War Air Power. excerpt
- MacIsaac, David, (ур.). The United States Strategic Bombing Survey.. (10 v, 1976) reprints of some reports
- Madej, Victor., ур. (1984). German war economy: the motorization myth. based on v. 64a, 77, and 113 of the U.S. Strategic Bombing  reports on oil and chemical industry.
- Madej, Victor. ed. The War machine: German weapons and manpower, 1939–1945 (1984)
- Middlebrook, Martin (1983). The Schweinfurt-Regensburg Mission: American Raids on 17 August 1943.
- Mierzejewski, Alfred C (1988). The Collapse of the German War Economy, 1944–1945: Allied Air Power and the German National Railway.
- Pape, Robert A (1995). Punishment and Denial: The Coercive Use of Air Power.
- Ralph, William W (2006). „Improvised Destruction: Arnold, LeMay, and the Firebombing of Japan”. War in History. 13 (4): 495—522. doi:10.1177/0968344506069971. online at Sage
- Read, Anthony, and David Fisher (1993). The Fall of Berlin.
- Searle, Thomas R (јануар 2002). „'It Made a Lot of Sense to Kill Skilled Workers': The Firebombing of Tokyo in March 1945”. The Journal of Military History. 66 (1). JSTOR 2677346. doi:10.2307/2677346., pp. 103–133 in JSTOR
- United States Strategic Bombing Survey (1946). The Campaigns of the Pacific War.(1946) Online edition
- United States Strategic Bombing Survey (1945). Summary Report: (European War).. online edition key primary source
- United States Strategic Bombing Survey (1946). Summary Report: (Pacific War).. online edition key primary source
- Westermann, Edward B (2005). Flak: German Anti-Aircraft defences, 1914–1945.